# Tympanuchus cupido cupido
El gall de praderia del bruc (Tympanuchus cupido cupido) és una subespècie extinta del gall de praderia gros (Tympanuchus cupido), un gran ocell de l'Amèrica del Nord de la família dels tetraonins. Es va extingir el 1932.
Els galls de praderia del bruc vivien en els matolls escorreguts de brucs de la costa estatunidenca, des del sud de New Hampshire fins al nord de Virgínia en temps històrics.Els galls de les praderies, espècies de Tympanuchus, en canvi, habitaven en les Praderies des de Texas al nord fins a Indiana i Dakota del Sud del Nord, i en èpoques anteriors al sud del Canadà.
Els galls de praderia del bruc eren extremadament freqüents en el seu hàbitat durant l'època colonial, però en tractar-se d'un ocell gal·liforme, van ser caçats extensivament pels primers colons com a aliment. A finals del segle xviii, el gall del bruc tenia la reputació de ser un menjar per als pobres per ser tan barata i abundant; una mica abans, Thomas L. Winthrop havia informat que vivien al Boston Common (presumiblement quan encara s'utilitzava per pasturar vaques, etc.) i que de vegades els criats negocien amb un nou empresari perquè no se'ls donava els galls com aliment amb més freqüència que dos o tres dies a la setmana.

## Descripció

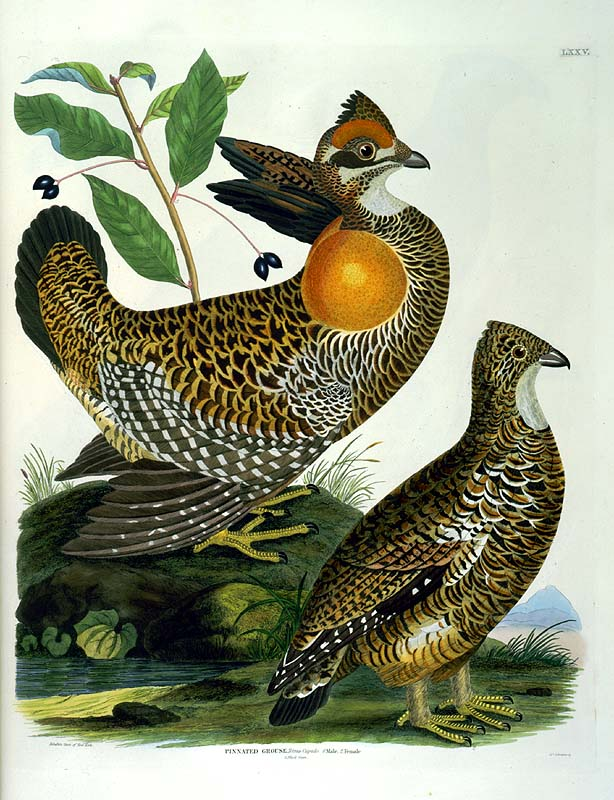
Mascle i femella

Molt similar al gall de praderia gros de les Grans Planes; que és més gran, però lleugerament més petit, la llargada de l'ocell era d'uns 43 cm i el pes era de 0,9 kg. Alexander Wilson va reclamar un exemplar que pesava tres quilos, però aquesta xifra no va ser verificada pels ornitòlegs posteriors. Diverses característiques clau del plomatge separaven les gallines de la bruja de les seves contraparts de les Grans Planes: les gallines de bruja presentaven generalment un fort to vermellós al plomatge, especialment a la zona del pap, i una barrera molt més gruixuda al pit i als costats. Les seves pinnes (banyes) eren generalment punxegudes i les cues eren de color marró grisenc.

## Extinció

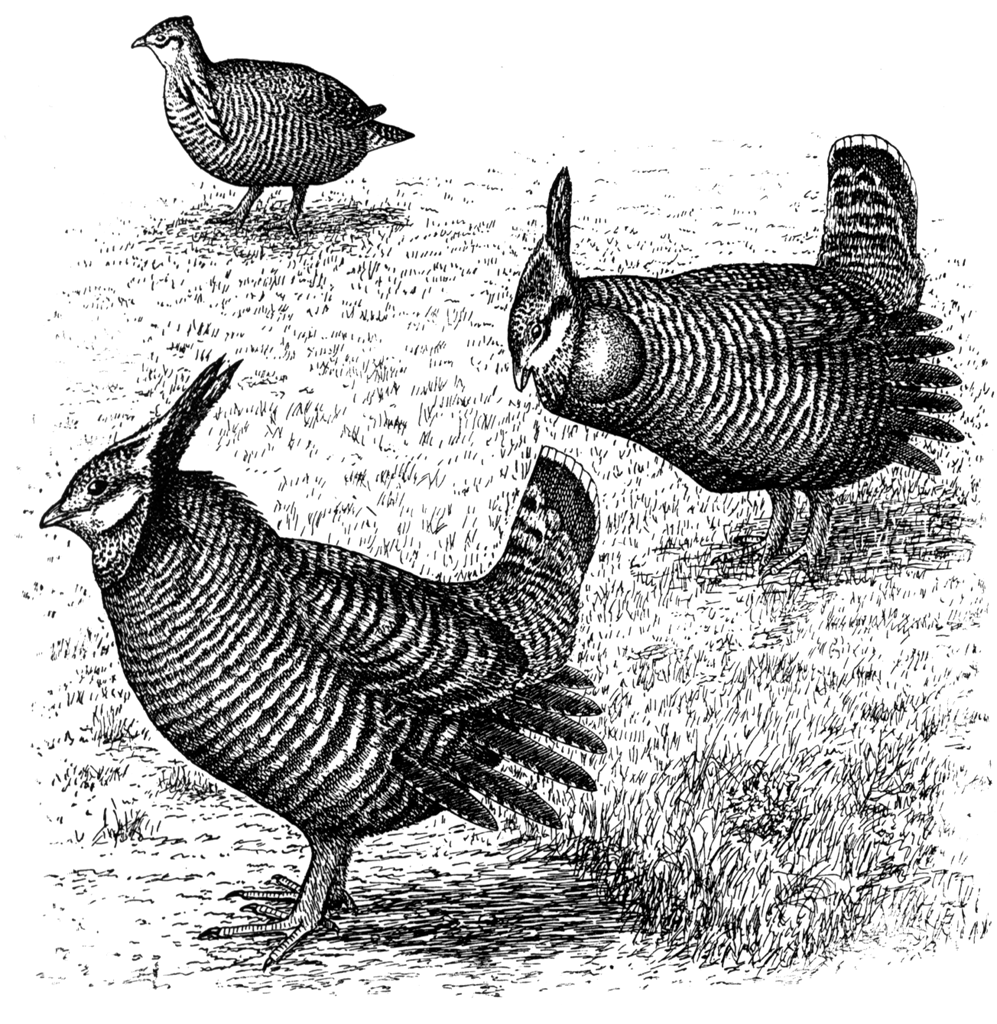
Dos mascles amb una femella al fons

A causa de la intensa pressió cinegètica, la població va disminuir ràpidament. Potser ja als anys 40 del segle xix, de tota manera el 1870, tots els gall del bruc van ser extingits del continent. En quedaven uns 300 a l'illa de Martha's Vineyard, al costat de Massachusetts, però el 1890 aquest nombre havia disminuït fins a 120-200 ocells, principalment a causa de la depredació per part de gats assilvestrats i la caça furtiva. A finals del segle xix, en quedaven uns 70. Aquests van ser protegits per una prohibició de caça i per la creació el 1908 de la "Reserva de galls de praderia del bruc" (avui bosc estatal de Manuel F. Correllus), i la població va créixer ràpidament fins a gairebé 2.000: a mitjans de la dècada de 1910, observant les aus als seus terrenys lleugers s'havia convertit en una atracció turística. Tanmateix, un incendi destructiu durant la temporada de nidificació de 1916, hiverns forts, una afluència inusual de depredadors com ara els astors comuns, la consanguinitat, un excés d'individus mascles i una aparentment epidèmia de histomoniasi (que podria haver estat transmesa per les aus de corral) va fer caure les xifres ràpidament; després d'una última recuperació a 600 el 1920, la població va començar el seu declivi final.
El 1927, només quedaven 11 mascles i dues femelles, tot i que se'ls va proporcionar la millor protecció segons la ciència contemporània; aquest nombre havia disminuït fins a un grapat, tots mascles, a finals d'any. Després del 8 de desembre de 1928, aparentment només va sobreviure un mascle, sobrenomenat amb amor "Booming Ben". Va ser vist per última vegada al seu terreny tradicional entre West Tisbury i l'aeroport actual de Martha's Vineyard l'11 de març de 1932 –a principis de la temporada de cria– i, per tant, presumptament va morir, prop de 8 anys, dies o només hores després per causes desconegudes.
Els galls de praderia del bruc van ser una de les primeres espècies d'ocells que els estatunidencs van intentar salvar de l'extinció. Ja el 1791 es va introduir a la legislatura de l'Estat de Nova York un projecte de llei "per a la preservació del gall i altres caça". Alguns representants van malinterpretar el projecte de llei quan es va llegir com un acte per protegir "els indis i altres pagans"."] Tot i que es va aprovar la legislació, va resultar ser inaplicable.
Tot i que, finalment, l'esforç per salvar el gall del bruc de l'extinció va fracassar, va obrir el camí a la conservació d'altres espècies. L'establiment de la reserva al bruc obert del que aleshores s'anomenava la Gran Plana a la vinya pot haver accelerat l'extinció del gall del bruc. Els incendis eren una part normal de l'entorn, però amb l'intent de suprimir la crema controlada en lloc d'aplicar la successió vegetal amb cremades controlades, la qualitat de l'hàbitat obert va disminuir i es va acumular un sotabosc fins que un foc normalment limitat tindria conseqüències desastroses, com va fer el 1916. La manca de consciència de l'ecologia històrica contra incendis de la regió també va portar la legislatura estatal a exigir tallafocs en protegir el gall del bruc.
Adonar-se de la degradació que ha afectat el bosc estatal (i, tot i que té una biodiversitat notable, impedeix que s'utilitzi al màxim de les seves possibilitats), restabliment del mosaic original d'arbustos/brucs/boscos i eventual introducció del gall de praderia més estretament relacionat com a s'ha discutit una "espècie paraigua" que serveix com a indicador de bona qualitat de l'hàbitat des de finals dels anys noranta.

## Taxonomia

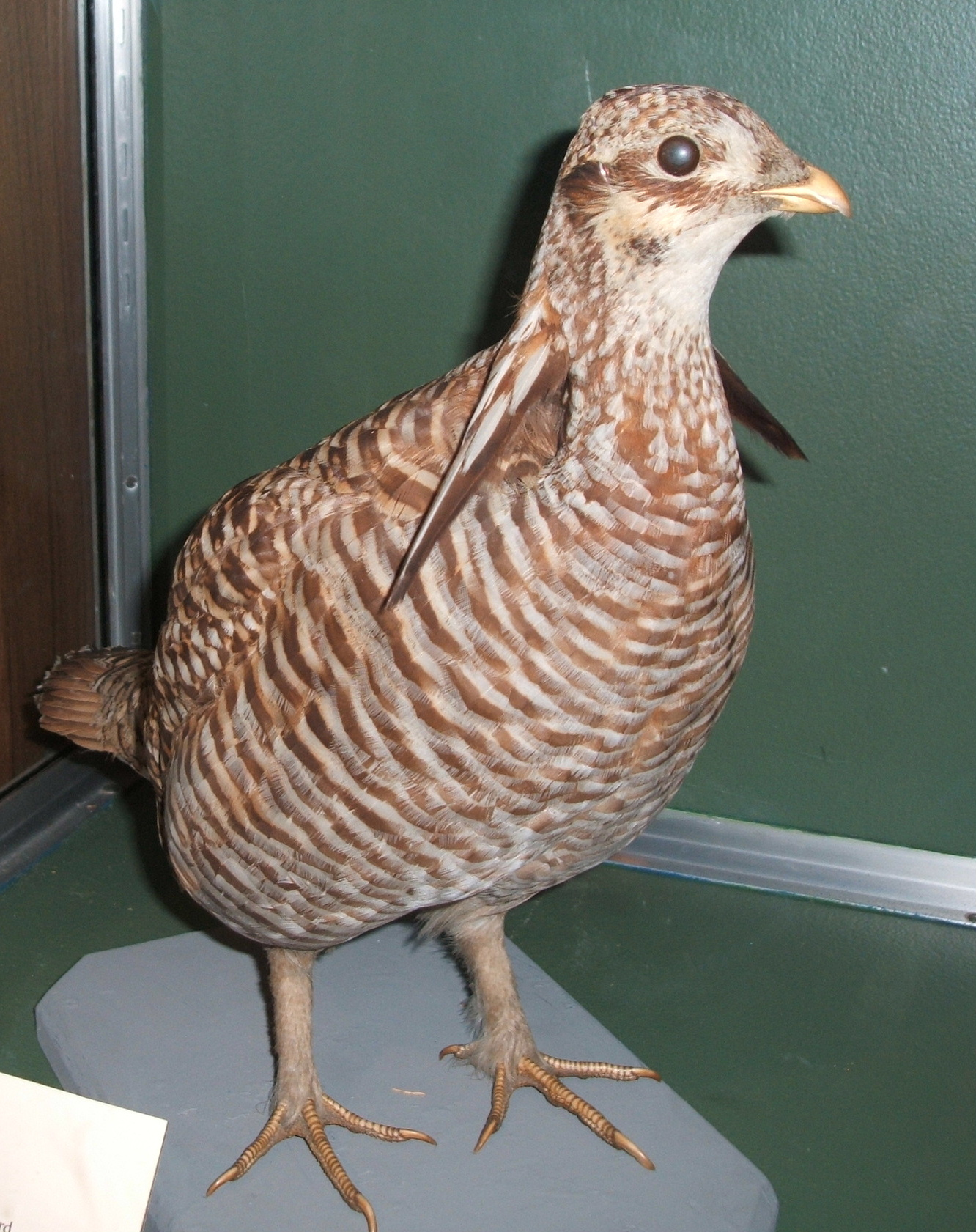
Espècimen femení farcit al Boston Museum of Science

Una primera comparació d'haplotips de bucle de desplaçament de l'ADN mitocondrial entre exemplars de galls de praderia del bruc i galls de praderies va portar el resultat inesperat que tots els galls de praderia del bruc provades formaven un grup molt diferent de les aus continentals, essent genèticament més semblants als galls de praderies més grans de Wisconsin. Un estudi més recent sobre el mateix paràmetre fet per Johnson i Dunn va verificar aquests resultats, però no va estar d'acord en la col·locació del gall del bruc en relació amb els seus parents, suggerint una relació més estreta amb el gall de praderia petit.
Tanmateix, Johnson i Dunn adverteixen de no llegir massa aquests resultats: mentre que el gall de praderia petit es considera una espècie diferent i al gall del bruc genèticament aparentment diferent també mereixeria el mateix estatus d'espècie, els haplotips de l'ADN mitocondrial en poblacions petites que han sofert colls d'ampolla és probable que mostrin divergències més elevades de les que podrien jutjar només per l'estat taxonòmic (vegeu també la deriva genètica). Per tant, donat el fet que tots els exemplars de galls de praderia del bruc procedents de localitats conegudes estudiades per Johnson i Dunn són ocells de Martha's Vineyard – on la població mai no ha superat els diversos milers a causa de l'espai limitat i l'intercanvi genètic limitat amb el continent – és possible que la baixa diversitat genètica i la distinció aparent del gall del bruc són un artefacte del petit nombre d'exemplars útils, tots procedents de la mateixa població unida.

Una escultura que recorda l'últim lloc on es va veure Booming Ben, l'últim gall del bruc. Aquesta escultura es troba al bosc estatal Manuel F. Correllus a Martha's Vineyard. És una de les cinc estàtues que forma part del projecte Lost Bird de Todd McGrain.

Els galls de praderia van ser introduïts indistintament a la costa est després que el gall de praderia del bruc s'hagués extingit del continent, però no va prosperar. A l'actualitat hi ha un nombre considerable de suposats exemplars de galls de praderia del bruc a les col·leccions públiques, però molts (tots els exemplars del continent i aquells amb informació insuficient sobre la localitat) no es poden suposar inequívocament que siguin galls de praderia del bruc. Per exemple, només set ous de gall del bruc inequívocs, equivalents a una posta molt petita, a les col·leccions públiques. Que el gènere Tympanuchus aparentment va evolucionar ràpidament i, per tant, presenta una alta distinció morfològica però baixa entre els tàxons, complica encara més la recerca.

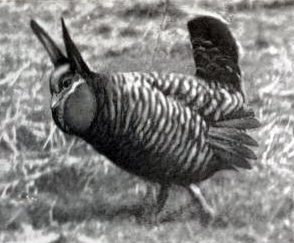
Foto d'exhibició d'un mascle del 1900

També és important tenir en compte que, tot i que es produïen introduccions de galls de praderia gros (Tympanuchus cupido pinnatus), els veritables galls de praderia del bruc ("Tympanuchus cupido cupido") són prou diferents en característiques morfològiques per a ser separades dels galls de praderia gros. Prenent una generosa data inicial de ~ 1810, quan podrien haver començat les presentacions, i tenint en compte que Lewis i Clark ni tan sols van tornar de la seva expedició fins al 1806, es dona aproximadament un període de 60 anys de possibles introduccions. Des d'un aspecte biològic evolutiu, en un període de 60 o fins i tot 100 anys, una espècie com el gall de praderia gros no hauria estat capaç d'evolucionar fins al punt que s'assemblés tant al gall autòcton que no es podria distingir .
Un primer exemple d'això seria oposar-se al gall de praderia petit (Tympanuchus pallidicinctus) que es diferencia del gall de praderia més gran en ser més petit, lleuger, i tenir una restricció menys diferent, al del gall de praderia del bruc, que era més petit, més fosc i amb barres més diferenciades, el que significa que el gall de praderia petit es pot distingir fàcilment del gall de praderia més gran tant morfològicament com genèticament (de la mateixa manera que el gall del bruc), fins i tot si es trobés en una zona que habitava el gall de praderia més gran.
L'aparent distinció de l'espècie i el fracàs de les primeres introduccions planteja la qüestió de si el gall del bruc estava adaptada de manera única (en comparació amb els seus parents) al clima més oceànic de la seva zona d'aparició anterior i, en conseqüència, si un futur intent d’establir una població d’ocells occidentals a Martha’s Vineyard podria fracassar, possiblement fins i tot competint per obtenir finançament i altres recursos que posin en perill les poblacions existents però molt disminuïdes dels galls de praderies. És evident que cal fer més investigacions, per exemple mitjançant l'anàlisi d’espècimens continentals per determinar si es poden assignar a un tàxon a partir de caràcters moleculars i morfològics.